# Onze-Lieve-Vrouw-Hemelvaartkerk (De Klinge)

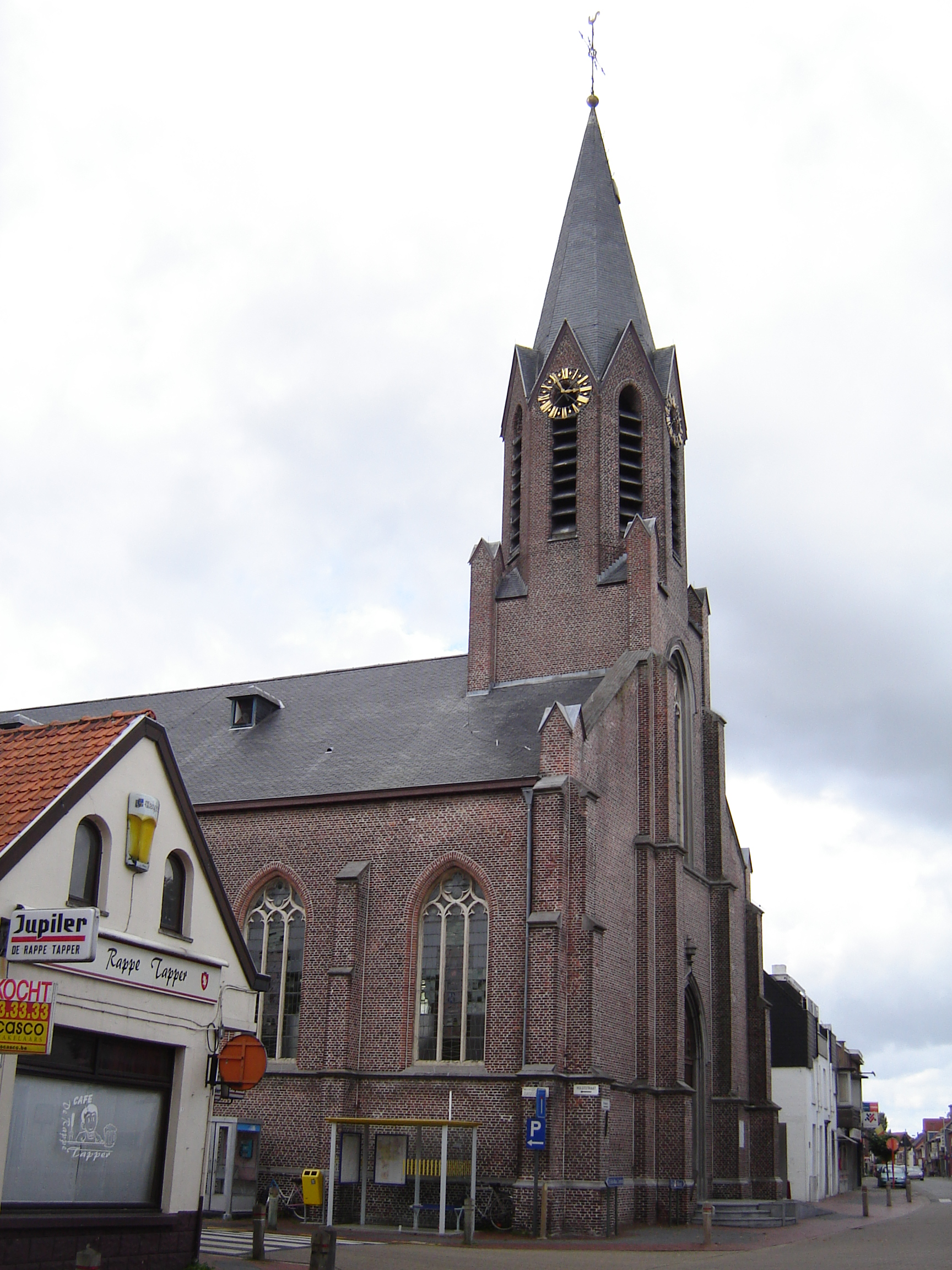
Onze-Lieve-Vrouw-Hemelvaartkerk

De Onze-Lieve-Vrouw-Hemelvaartkerk is de parochiekerk van de tot de Oost-Vlaamse gemeente Sint-Gillis-Waas behorende plaats De Klinge, gelegen aan Klingedorp 2.

## Geschiedenis
In 1648 werd hier een houten kapel opgericht door de uit Hulst verdreven Paters Recollecten. In 1670 werd deze vervangen door een stenen kerkje. Dit raakte in verval en in 1848 werd het vervangen door een neogotisch kerkgebouw naar ontwerp van Jan De Somme-Servais.

## Gebouw
Het betreft een driebeukig naar het noordwesten georiënteerd kerkgebouw met ingebouwde voorgeveltoren, welke voorzien is van een achtkante klokkenverdieping, en driezijdig afgesloten koor.

## Interieur
De kerk heeft een 17e-eeuws schilderij, voorstellende de Hemelvaart van Maria, door Gaspar de Crayer. Het orgel is een Van Peteghem-orgel van 1775 en is beschermd. De preekstoel is in barokstijl, de biechtstoelen van omstreeks 1730 zijn in classicistische stijl en de marmeren voet van het doopvont is 17e-eeuws. De altaren en het koorgestoelte zijn neogotisch.